# 김봉두 (1903년)
김봉두(金奉斗, 1903년/1906년 4월 8일 ~ 1972년 7월 22일)는 대한민국의 정치인이다.

## 이력
- 전라북도 장수에서 출생
- 일본 메이지 대학교 법학과 졸업
- 수출양곡도정업 경영
- 대지토건(주) 사장
- 1948년 5월 10일 : 제헌 국회의원(전북 장수)

## 역대 선거 결과
|  | 45.98% |

|  | 9.27% |

|  | 7.36% |

|  | 4.98% |

|  | 3.4% |

|  | 2.98% |

## 참고 자료
- 《대한민국 의정총람》, 국회의원총람발간위원회, 1994년
- 한국근현대인물자료 (국사편찬위원회)
- 김봉두 - 대한민국헌정회